# Berberis julianae
Espèce
Classification phylogénétique
Berberis julianae, l'Épine-vinette de Juliana, est une espèce de plantes à fleurs du genre Berberis et de la famille des Berberidaceae. C'est un arbuste épineux  originaire de Chine.
Cette espèce a été dédiée par le botaniste autrichien Camillo Karl Schneider à sa femme.

## Description
C'est un buisson dense et persistant, mesurant jusqu'à 2,5 m de haut.
Les feuilles sont coriaces, épaisses, réunies en fascicules alternes de couleur vert foncé, de 5 à 8 cm de long, aux bords épineux. Les branches portent de fortes épines trifurquées (3-4,5cm)
Les fleurs, jaunes mesurent de 0,8 à 1 cm de diamètre et s'épanouissent d'avril à mai. Elles forment des grappes de 10 à 20 fleurs.
Les fruits sont de couleur prune, bleu foncé, ovales, et persistent l'hiver.

## Variétés
Deux variétés botaniques sont reconnues :
- Berberis julianae var. oblongifolia Ahrendt (1961)
- Berberis julianae var. patungensis Ahrendt (1961).

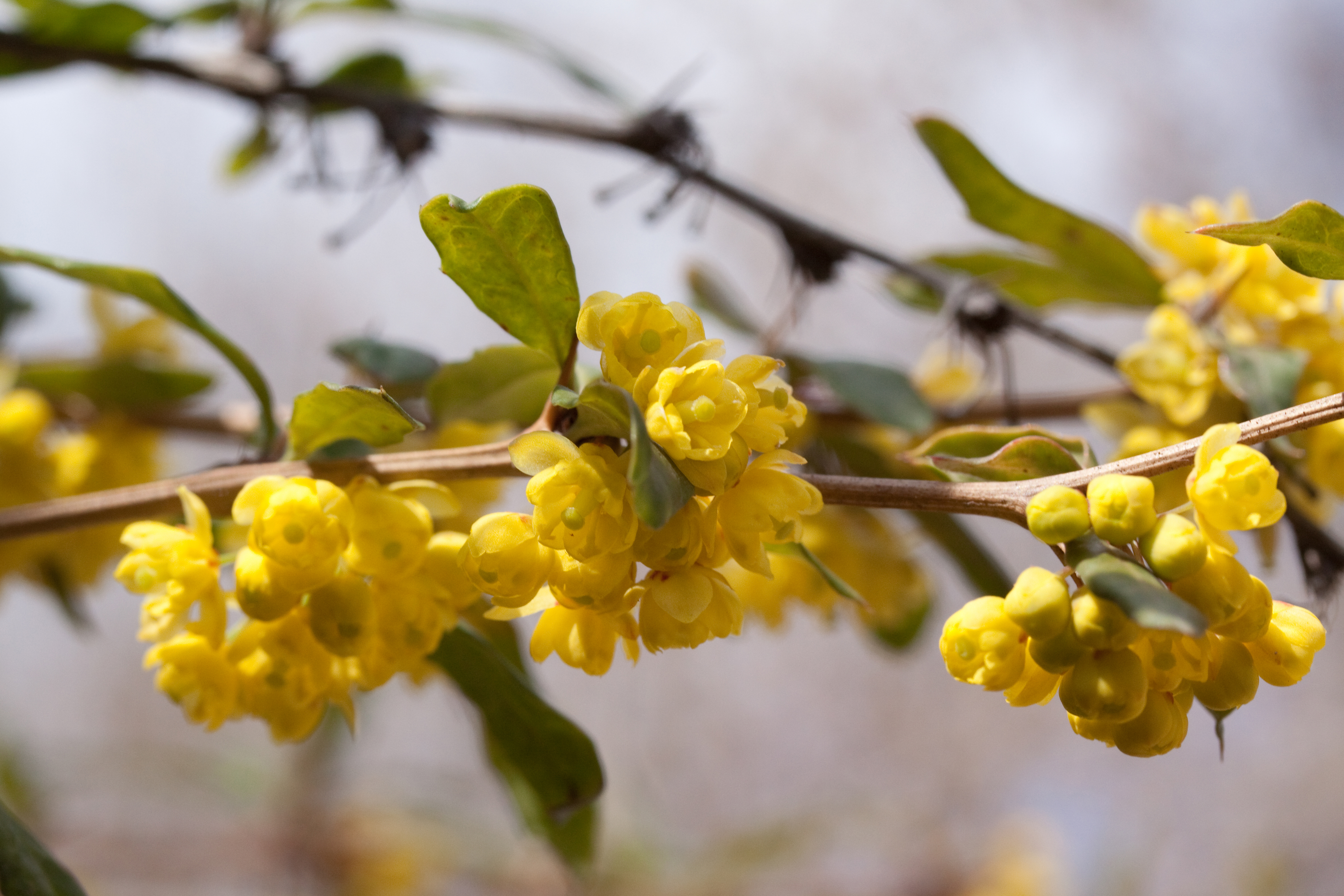
Fleurs.
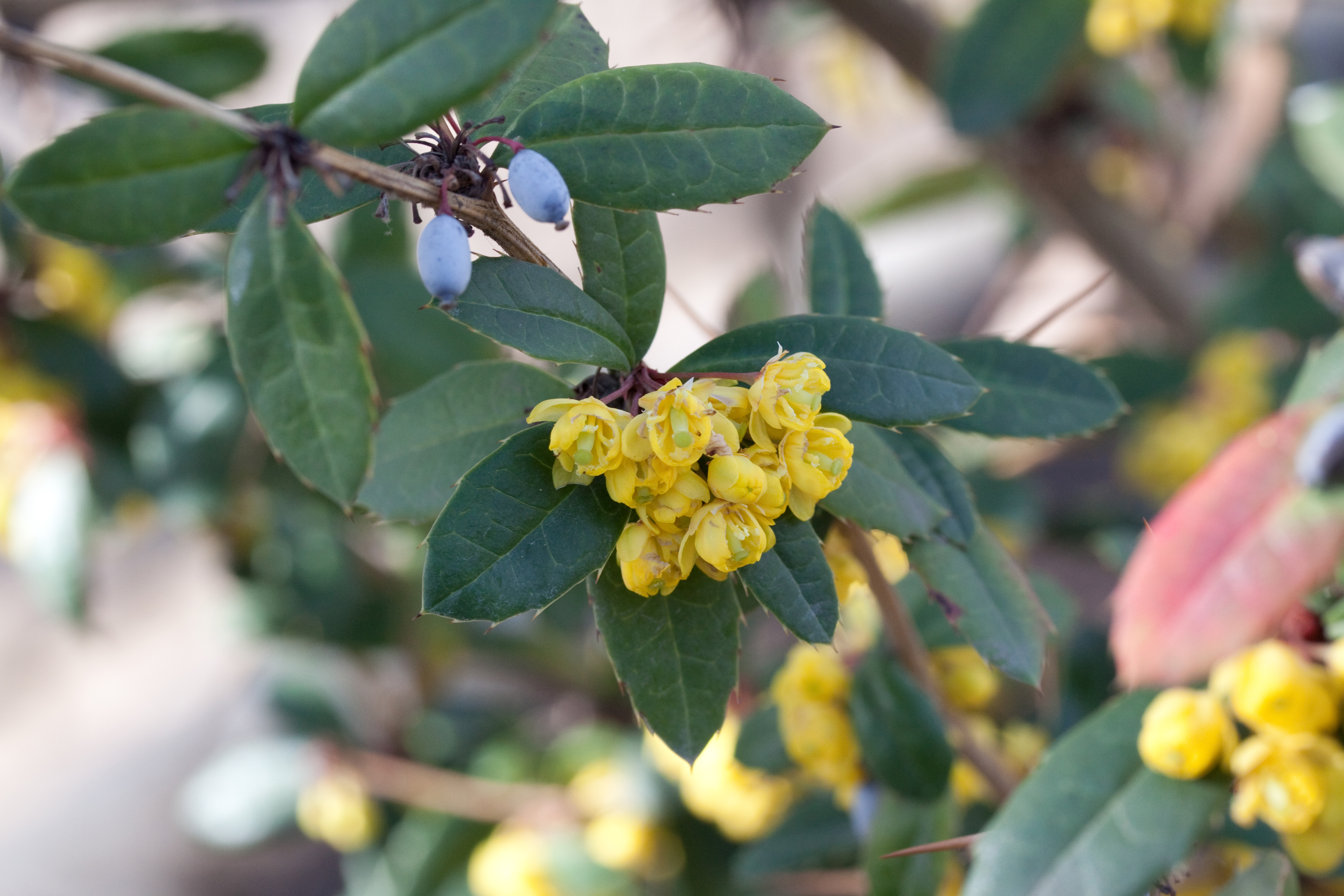
Fleurs et fruits.
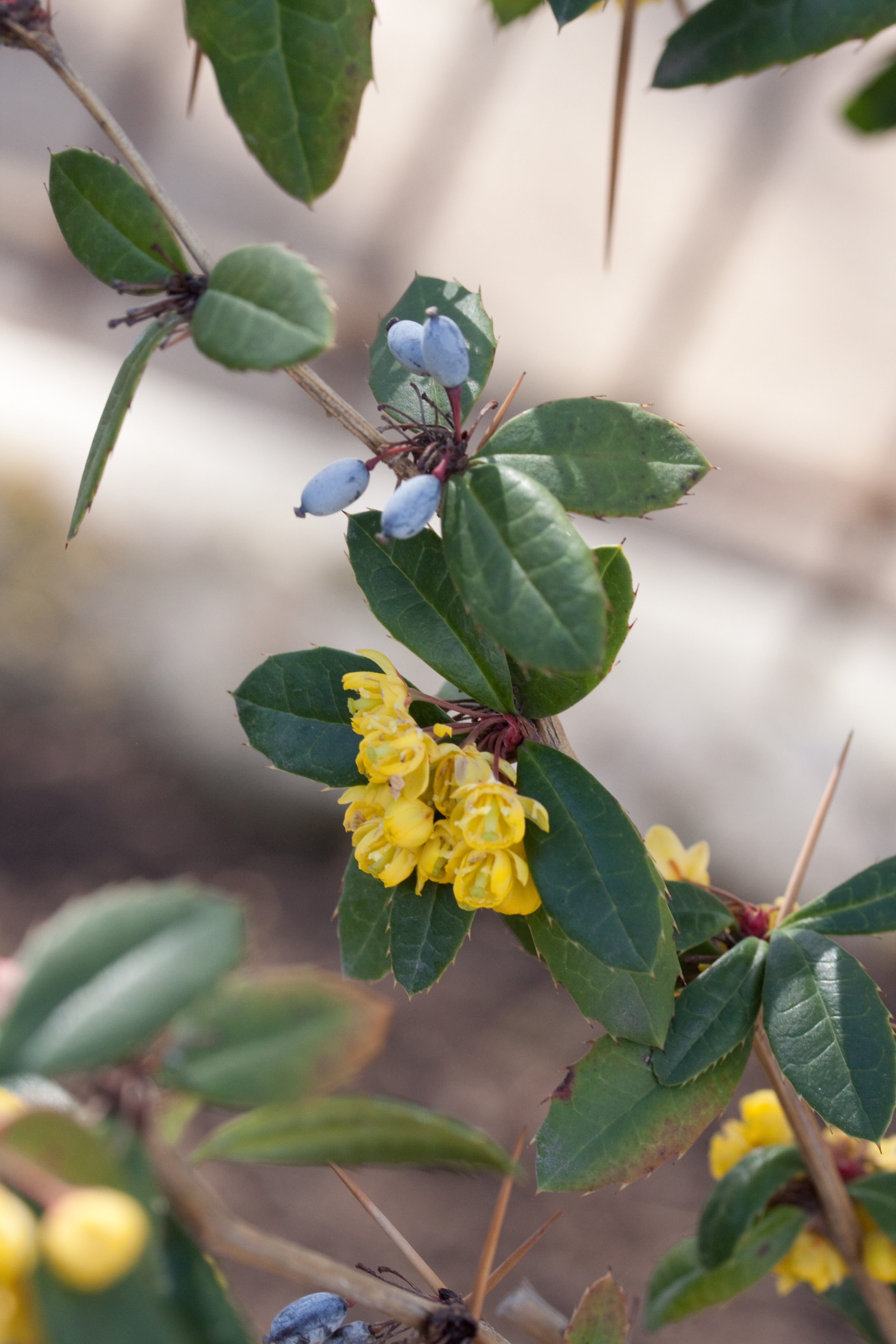
Fleurs et fruits.

## Utilisation
Il s'agit d'une plante cultivée pour former des haies défensives et persistantes, assez répandue en France. Des variétés horticoles ont été créées comme « Nana » (de 90 à 120 cm), « Spring Glory » au feuillage bronze. Elle a aussi servi à produire des hybrides, notamment Berberis × mentorensis.
Cette espèce peut aussi se cultiver en bonsaï.
Elle se multiplie par bouturage (juillet-août) ou par semis hivernal.
En France, la SNCF utilise cette plante pour constituer des haies remplaçant les grillages afin de restreindre l'accès à certains de ses sites et éviter les intrusions, dans le cadre d'un plan de lutte antitags.